# Måskokaise
Måskokaise, Samisch: Moskkugáisi, is een berg op de grens van Noorwegen en Zweden. De hellingen van de berg liggen aan beide zijden van de grens. De top ligt op 1522 meter net in Noorwegen en op minder dan 15 km van Treriksröset, het drielandenpunt met ook nog Finland. De oude Scandinavische encyclopedie Runeborg uit de 19e eeuw vermeldt dat de berg in Zweden ligt en 1518 meter hoog is. Alhoewel aan Noorwegen toebedeeld vormt de berg een soort tweeling met de Zweedse berg Pältsan, men spreekt officieus van het Pältsanmassief. De Njärrerivier begint in Noorwegen op de Måskokaise, maar stroomt daarna naar het oosten Zweden in.